# Associazione Calcio Boca San Lazzaro 2006-2007
Questa voce raccoglie le informazioni riguardanti  l'Associazione Calcio Boca San Lazzaro nelle competizioni ufficiali della stagione 2006-2007.

## Rosa
| N. |                      | Ruolo | Calciatore              |
| -- | -------------------- | ----- | ----------------------- |
| -  | Italia (bandiera)    | P     | Patrick Auregli         |
| -  | Italia (bandiera)    | C     | Andrea Barbi            |
| -  | Argentina (bandiera) | C     | Mario Andres Bertevello |
| -  | Italia (bandiera)    | A     | Emiliano Biliotti       |
| -  | Italia (bandiera)    | C     | Vincenzo Calabrese      |
| -  | Italia (bandiera)    | A     | Nicola Cappelli         |
| -  | Italia (bandiera)    | P     | Giacomo Celeste         |
| -  | Bulgaria (bandiera)  | C     | Krasimir Čomakov        |
| -  | Italia (bandiera)    | C     | Nino Cicerchia          |
| -  | Italia (bandiera)    | D     | Simone Di Giulio        |
| -  | Italia (bandiera)    | C     | Alessandro Evangelisti  |
| -  | Italia (bandiera)    | A     | Nicola Galati           |
| -  | Italia (bandiera)    | D     | Imerio Gallina          |
| -  | Italia (bandiera)    | A     | Giuseppe Gentile        |
| -  | Italia (bandiera)    | P     | Simone Giovannini       |
| -  | Italia (bandiera)    | D     | Andrea Gorrini          |

| N. |                    | Ruolo | Calciatore           |
| -- | ------------------ | ----- | -------------------- |
| -  | Italia (bandiera)  | D     | Alessandro Gottardi  |
| -  | Italia (bandiera)  | D     | Francesco Leone      |
| -  | Italia (bandiera)  | A     | Christian Longobardi |
| -  | Polonia (bandiera) | A     | Piotr Matys          |
| -  | Italia (bandiera)  | C     | Marco Nicoletti      |
| -  | Italia (bandiera)  | A     | Andrea Novelli       |
| -  | Italia (bandiera)  | A     | Amedeo Pallante      |
| -  | Italia (bandiera)  | C     | Rubens Pasino        |
| -  | Italia (bandiera)  | A     | Fabio Paterna        |
| -  | Italia (bandiera)  | D     | Nicola Picchi        |
| -  | Italia (bandiera)  | C     | Matteo Provvedi      |
| -  | Italia (bandiera)  | C     | Simone Semboloni     |
| -  | Italia (bandiera)  | A     | Francesco Stanco     |
| -  | Italia (bandiera)  | A     | Tiago Tonelli        |
| -  | Italia (bandiera)  | D     | Donato Traficante    |